# 병인가례시 명백자청화수복문호
병인가례시 명백자청화수복문호(병인가례시 銘白磁靑華壽福紋壺)는 명문(銘文)에 의해 병인년 가례, 즉 1866년 고종과 명성황후 가례 때 사용되었던 것을 알려주는 항아리이다. 2011년 1월 13일 서울특별시의 문화재자료 제52호로 지정되었다.
구연부는 위로 올라갈수록 밖으로 벌어지는 형태이고 횡선문(橫線紋)과 초문(草紋)이 청화로 그려져 있다. 비슷한 시기의 호와 비교해 볼 때 구연부가 높고 긴 점이 특징이다. 어깨 부분에는 청화안료로 여의두문(如意頭紋)을 연속적으로 배치하고, 몸체에는 ‘壽(수)’자와 ‘福(복)’자를 도안화한 문자문이 그려졌다.
굽바닥에 청화로 쓴 큰 대(‘大’)자가 있어 대전(大殿)에서 사용되었음을 알려주고, 굽 주변에 한글로 ‘병인가례시큰뎐고간듕쇼이십듁’이라는 명문을 새겨 넣었다. 명문에 나타난 병인년은 당시 가례 기록과 대조를 통해 고종 3년, 즉 1866년에 거행된 고종과 명성후의 가례로 판단된다. 또한 뒤에 나오는 ‘큰뎐고간’은 대전(大殿) 곳간을 뜻하며, ‘듕 쇼’라는 명문은 대(大), 중(中), 소(小)를, ‘이십듁’은 20죽(1죽은 10개)을 의미한다. 따라서 이 항아리는 병인년 고종 가례 때에 대전 곳간에서 쓰인 대ㆍ중ㆍ소 200개의 그릇중 하나임을 알 수 있다.
이 백자 항아리는 왕실 가례에 쓰였다는 확실한 사용처와 병인년이라는 연대가 기록되어 있어 사료적 가치를 지닐 뿐만 아니라 19세기 청화백자 항아리 중 당당한 크기와 기형을 지니고 있으며, 청화의 발색과 광택이 좋아 도자사적 가치도 크므로 서울시 문화재자료 제52호로 지정되었다.

## 참고 자료
- 병인가례시 명백자청화수복문호 - 국가유산청 국가유산포털